# Hesycha clavata
Hesycha clavata là một loài bọ cánh cứng trong họ Cerambycidae.